# 羅索迪里比亞山
46°15′39.9″N 8°31′47.9″E / 46.261083°N 8.529972°E
羅索迪里比亞山（Rosso di Ribia），是瑞士的山峰，位於該國南部，由提契諾州負責管轄，屬於勒蓬廷山的一部分，海拔高度2,547米，每年平均降雨量2,204毫米。